# Heo Nanseolheon
Det här är en artikel om en person med koreanskt personnamn; Heo är familjenamnet.
Heo Nanseolheon, född 1563, död 19 mars 1589, var en koreansk poet. 
Hon skrev dikter på både koreanska (hangul) och kinesiska. Hennes dikter var ovanliga för sin tid, eftersom de behandlade en stor mängd ämnen ur livet, även känslor, medan den samtida koreanska poesin normalt endast behandlade konfucianismen. Efter hennes giftermål behandlade hennes dikter ofta gifta kvinnors villkor. Hon var berömd i sin samtid, men dåtida koreansk konfuciansk kultur tillät inte att kvinnor upptog en offentlig roll, särskilt inte om d tillhörde adeln. Hon tillhörde adeln (yangban) och var syster till minister Heo Pong.